# Cynosurus balansae
Cynosurus balansae är en gräsart som beskrevs av Ernest Saint-Charles Cosson och Michel Charles Durieu de Maisonneuve. Cynosurus balansae ingår i släktet kamäxingar, och familjen gräs.
Artens utbredningsområde är Algeriet. Inga underarter finns listade i Catalogue of Life.